# Bengay
Bengay, chamado Ben-Gay antes de 1995, é um analgésico, aplicado para aliviar temporariamente a dor muscular e articular associada com artrite, nódoas negras, simples dores nas costas, entorses e distensões.

## Visão geral
O Bengay foi desenvolvido na Terceira República Francesa por Jules Bengué (pronúncia em francês: [ʒyl bɛ̃ɡe]), chegando na América em 1898. O nome Bengué foi anglicizado e comercializado para Ben-Gay (mais tarde Bengay). Foi originalmente produzido pela Pfizer Consumer Healthcare, adquirida pela Johnson & Johnson. Recomenda-se que o produto seja usado em adultos e crianças com 12 anos de idade ou mais e não mais que 3 a 4 vezes ao dia. O fabricante recomenda preservar o produto entre 20⁰ e 25 ⁰C (68⁰ e 77 ⁰F).

## Perigos
O salicilato de metila é um ingrediente ativo no Bengay clássico e na maioria de suas variantes, que pode ser tóxico quando grandes doses são administradas. Em outubro de 2007 nos Estados Unidos, um atleta adolescente teve uma overdose e morreu de superexposição ao salicilato de metila. Essa foi uma ocorrência rara, na qual a pessoa tinha "mais de seis vezes a quantidade segura do ingrediente em seu corpo".
Bengay e produtos similares, como Flexall, Mentolato e Capsaicina, podem causar queimaduras químicas de primeiro ao terceiro grau. Algumas pessoas foram hospitalizadas após receber tais queimaduras. Os produtos que contêm mentol, salicilato de metila e capsaicina como ingredientes ativos têm o potencial de causar essas queimaduras.

## Ingredientes ativos
Os ingredientes ativos variam de acordo com a versão do produto, incluindo:
- Bengay: Original contém 18,3% de salicilato de metila e 16% de mentol.[7]
- Bengay: Muscle Pain/Ultra Strength contém 30% de salicilato de metila, 10% de mentol e 4% de cânfora.[7]
- Bengay: Ice Extra Strength contém 10% de mentol.
- Bengay: Muscle Pain/No Odor contém 15% de salicilato de trietanolamina .
- Bengay: Arthritis Extra Strength contém 30% de salicilato de metila e 8% de mentol.[7]

## Outros usos
Como remédio popular, Bengay pode ser usado para remover chicletes da roupa, pois o salicilato de metila serve para afrouxar e difundir a base da goma.